# 安德里·沃洛迪米罗维奇·亚历山德罗夫
安德里·沃洛迪米羅維奇·亞歷山德羅夫（羅馬化：Andrii Volodymyrovych Aleksandrov；1965年8月15日—2007年9月2日），乌克兰赛车手，工程师。他出生在利沃夫的一个军人家庭，后来他随父母搬到敖德萨，并于1995年搬到基辅。曾獲乌克兰拉力赛冠军。他于2007年9月在保加利亚的斯利文舉行的东欧杯拉力赛保加利亚站意外逝世。